# 辛德尔芬根
辛德尔芬根（德語：Sindelfingen，發音：[ˈzɪndl̩ˌfɪŋən] ⓘ）是德国巴登-符腾堡州斯图加特行政区伯布林根县的城市，面积50.83平方千米，2023年12月31日人口为65,504人。

## 歷史
早在1155年中世紀時代，辛德爾芬根就已見於文字記載。直至1263年，才正式建城，當時是紡織業中心，一直持續了數百年。十九世紀德國統一後，奔馳於1915年在辛德爾芬根成立了工廠。

## 經濟
二次大戰後由於受到亞洲的競爭，紡織業式微，只剩下分銷公司。但奔驰的总部和总厂則仍於辛德爾芬根。

## 友好城市
辛德芬根与以下城市结为友好城市：
- 瑞士 沙夫豪森（1952年）
- 法國 科尔贝伊-埃松（1961年）
- 義大利 桑治奧（1962年）
- 英格兰 德朗菲尔德（英语：Dronfield）（1981年）
- 德国 托尔高（1988年）
- 匈牙利 杰尔（1989年）
- 波蘭 海乌姆（2001年）
- 希腊 东萨摩斯（2023年）

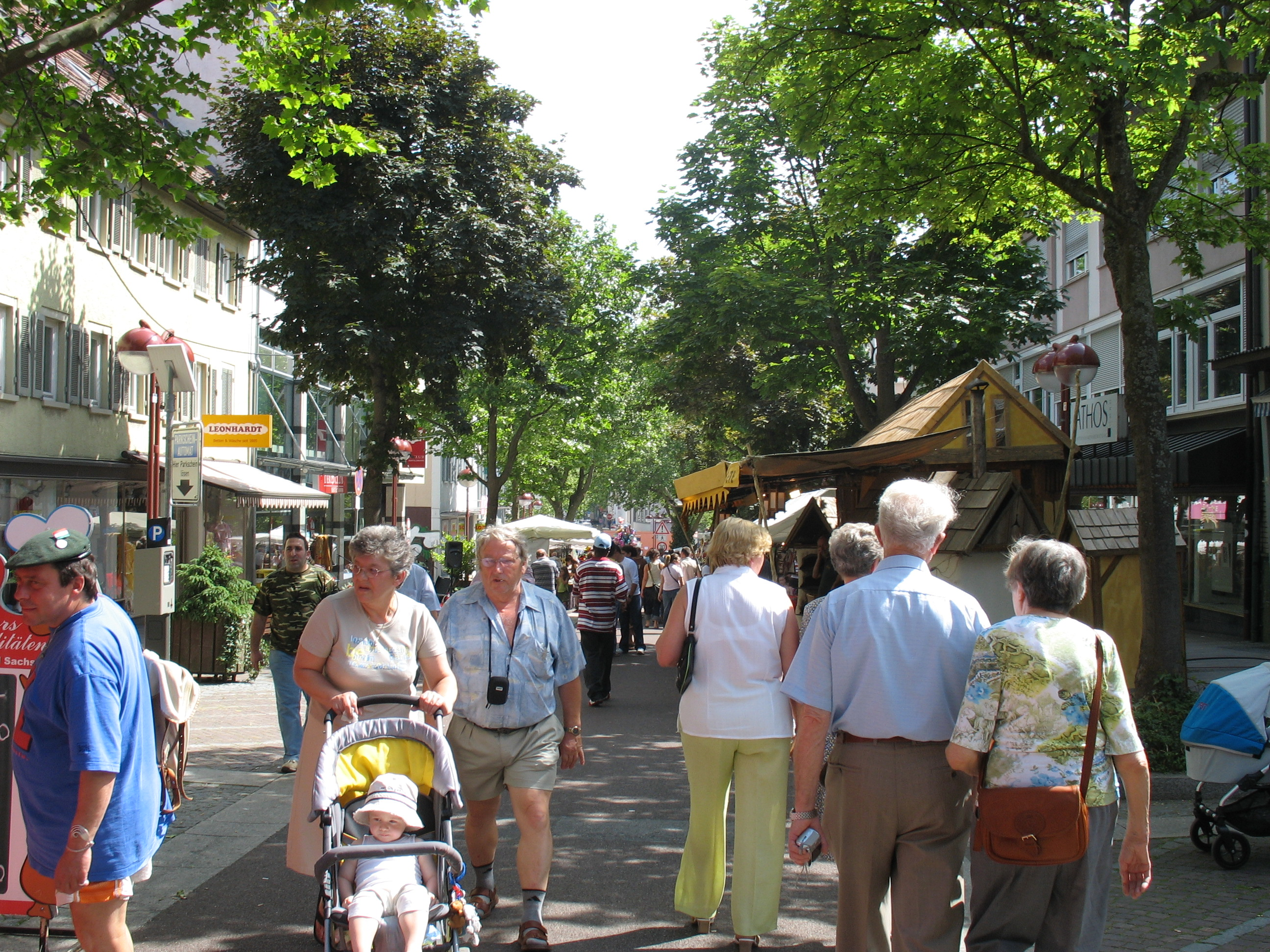
街頭一景
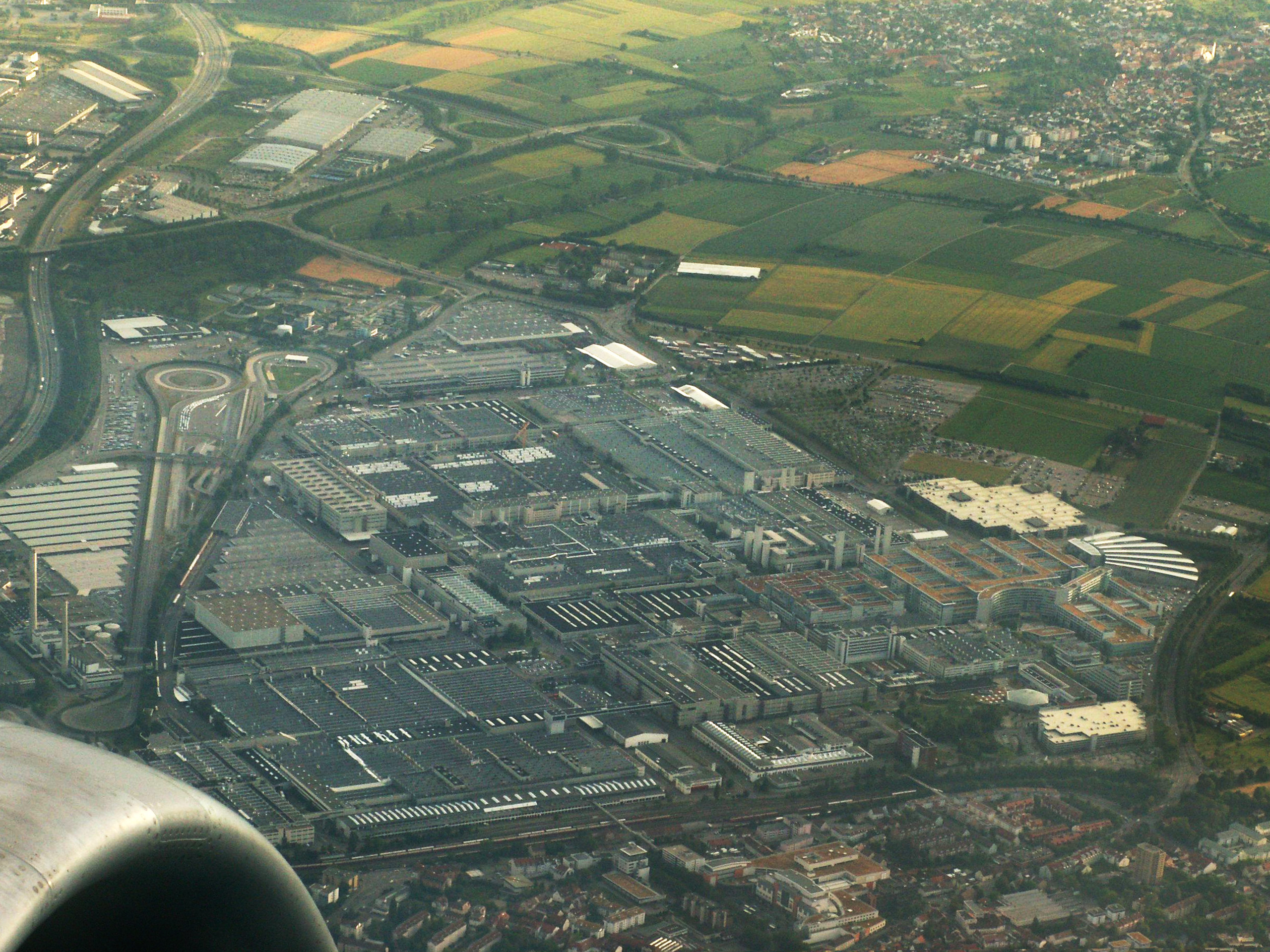
平治車廠鳥瞰圖